# Oda Nobuna no Yabō
Oda Nobuna no Yabō (jap. 織田信奈の野望, dt. „Nobuna Odas Ambitionen“) ist eine japanische Light-Novel-Reihe von Mikage Kasuga mit den Illustrationen von Miyama-Zero. Sie wurde als sowohl als Manga sowie als Anime umgesetzt.

## Handlung
Der Schüler Yoshiharu Sagara (相良 良晴) findet sich plötzlich im Japan des 16. Jahrhunderts, der Sengoku-Zeit, wieder. Dabei gerät er in eine lebensgefährliche Situation und wird von Hideyoshi Toyotomi gerettet, der dabei umkommt. Da mit dem Tod eines der drei Reichseiniger Japans sich der Lauf der Geschichte ändern würde, entschließt sich Yoshiharu dazu Hideyoshis Rolle zu übernehmen, wobei er sein Wissen über zukünftige Ereignisse der Sengoku-Zeit aus dem Videospiel Nobunaga no Yabō kennt.
Etwas später rettet er ein Mädchen, das sich ihm als Nobuna Oda (織田 信奈, Oda Nobuna), die Daimyō von Owari, vorstellt, eine Position die in der wirklichen Welt Nobunaga Oda innehatte. Da in dieser Welt jeweils das Erstgeborene unabhängig von dessen Geschlecht das nächste Familienoberhaupt wird, sind viele Kriegsherren und Samurai in dieser Welt trotz gleichen Namens weiblich. Dennoch entscheidet er sich ihr zu helfen Odas Rolle als Reichseiniger zu übernehmen und die Geschichte zu richten und wird ihr Vasall.

## Veröffentlichung
Die Romanreihe wird von Mikage Kasuga geschrieben, dessen Debütwerk sie darstellt. Die Illustrationen stammen von Miyama-Zero, der durch High School D×D bekannt wurde. Die ersten zehn Bände erschienen im Verlag SoftBank Creative bei dessen Light-Novel-Imprint GA Bunko und wechselte dann zu Fujimi Shobōs Imprint Fujimi Fantasia Bunko.
Seit August 2009 erschienen bisher (Stand: Juni 2019) 22 Bände:
1. 31. August 2009, ISBN 978-4-7973-5450-8
2. 28. Februar 2010, ISBN 978-4-7973-5744-8
3. 31. Mai 2010, ISBN 978-4-7973-5875-9
4. 30. September 2010, ISBN 978-4-7973-6123-0
5. 28. Februar 2011, ISBN 978-4-7973-6222-0
6. 15. Juni 2011, ISBN 978-4-7973-6442-2
7. 30. November 2011, ISBN 978-4-7973-6749-2
8. 31. März 2012, ISBN 978-4-7973-6898-7
9. 31. Juli 2012, ISBN 978-4-7973-7000-3
10. 15. März 2013, ISBN 978-4-7973-7234-2
11. 19. April 2014, ISBN 978-4-04-712970-2
12. 18. Oktober 2014, ISBN 978-4-04-070290-2
13. 20. Mai 2015, ISBN 978-4-04-070291-9
14. 20. Januar 2016, ISBN 978-4-04-070704-4
15. 20. Mai 2016, ISBN 978-4-04-070896-6
16. 17. September 2016, ISBN 978-4-04-070900-0
17. 20. Januar 2017, ISBN 978-4-04-072171-2
18. 20. Mai 2017, ISBN 978-4-04-072304-4

Die Bände 11. und 12. tragen den Titel Oda Nobuna no Yabō: Zenkoku-ban (織田信奈の野望 全国版).
Zudem erschienen diverse Extrabände mit Bonusgeschichten:
- Oda Nobuna no Yabō Gaiden: Jakiganryū Masamune (織田信奈の野望外伝 邪気眼竜政宗; 15. Dezember 2012, ISBN 978-4-7973-7209-0)
- Oda Nobuna no Yabō: Azuchi Nikki 1: Honnō-ji Chakai Sōdōroku (織田信奈の野望 安土日記(1) 本能寺茶会騒動録; 19. September 2015, ISBN 978-4-04-070705-1)
- Ten to Chi to Hime to 1: Uesugi Kenshin: Ryū no Tanjō: Oda Nobuna no Yabō Zenkoku-hen (天と地と姫と1 上杉謙信 龍の誕生 織田信奈の野望 全国版; 17. September 2016, ISBN 978-4-04-072002-9)
- Ten to Chi to Hime to 2: Takeda Shingen: Tora no Kakusei: Oda Nobuna no Yabō Zenkoku-hen (天と地と姫と2 武田信玄 虎の覚醒 織田信奈の野望 全国版; 20. Oktober 2016, ISBN 978-4-04-072003-6)
- Ten to Chi to Hime to 3: Kawanakajima: Ryūko no Kaikō: Oda Nobuna no Yabō Zenkoku-hen (天と地と姫と3 川中島 龍虎の邂逅 織田信奈の野望 全国版; 18. Februar 2017, ISBN 978-4-04-072170-5)

Die bei SoftBank Creative erschienenen Bücher, d. h. die ersten zehn Bände und der erste Extraband, erhielten am 19. September 2015 eine Neuausgabe namens Oda Nobuna no Yabō Zenkoku-hen durch Fujimi Shobō.
Am 20. Mai 2017 erschien ein Artbook (織田信奈の野望 姫武将録; ISBN 978-4-04-072309-9).
Von November 2011 bis November 2012 wurden 450.000 Exemplare verkauft, wodurch sie Platz 9 der meistverkauften Light-Novel-Reihen des Jahres erreichte.

## Adaptionen

### Manga
Zur Romanreihe entstanden zwei Manga-Reihen.
Die erste lief vom 26. Juli 2011 (Ausgabe 9/2011) bis 26. Juni 2014 (Ausgabe 8/2014) in Kadokawa Shotens Manga-Magazin Comp-Ace und wird von Shigure Aoba gezeichnet. Die einzelnen Kapitel wurden sechs Sammelbänden (Tankōbon) zusammengefasst:
1. 23. Februar 2012, ISBN 978-4-04-120135-0
2. 5. Juli 2012, ISBN 978-4-04-120341-5
3. 23. Januar 2013, ISBN 978-4-04-120595-2
4. 22. Juni 2013, ISBN 978-4-04-120795-6
5. 26. Dezember 2013, ISBN 978-4-04-120958-5
6. 9. August 2014, ISBN 978-4-04-101913-9

Die zweite Oda Nobuna no Yabō: Hime-sama to Issho (織田信奈の野望 ひめさまといっしょ) genannte Reihe war eines der Werke mit denen Fujimi Shobōs Erstausgabe des Web-Manga-Magazin Premium Age am 9. August 2011 startete. Der Manga lief darin bis zur 15. Ausgabe vom 9. Oktober 2012 und wurde auch in zwei Sammelbänden zusammengefasst:
1. 8. März 2012, ISBN 978-4-04-712786-9
2. 6. Juli 2012, ISBN 978-4-04-712815-6

### Hörspiel
HobiRecords produzierte ein 75-minütiges Hörspiel zum Roman, das am 22. Januar 2010 auf CD erschien.

### Anime
Eine Adaption als 12-teilige Anime-Serie erfolgte durch Studio Gokumi und Madhouse unter der Regie von Yūji Kumasawa. Die Serie umfasst die ersten vier Romanbände, endet jedoch mit einer abweichenden Handlung.
Die Serie lief vom 9. Juli bis 24. September 2012 auf TV Tokyo nach Mitternacht (und damit am vorigen Fernsehtag), sowie mit wenigen Stunden Versatz auf AT-X, mit zwei Tagen Versatz auf TV Aichi und mit einer Woche Versatz auf TV Ōsaka. Zudem lief die Serie gleichzeitig auf dem südkoreanischen Anime-Sender Aniplus, sowie als Simulcast unter dem Titel The Ambition of Oda Nobuna mit englischen Untertiteln auf Crunchyroll in den USA, Kanada, Dänemark, Finnland, Island, Irland, Norwegen, Niederland, Australien, Neuseeland und Südafrika.

### Synchronsprecher
| Rolle               | japanischer Sprecher (Seiyū) |
| Rolle               | Anime                        |
| ------------------- | ---------------------------- |
| Oda Nobuna          | Kanae Itō                    |
| Sagara Yoshiharu    | Takuya Eguchi                |
| Asakura Yoshikage   | Ryōhei Kimura                |
| Akechi Mitsuhide    | Sayuri Yahagi                |
| Asai Nagamasa       | Mitsuki Saiga                |
| Bontenmaru          | Rumi Ōkubo                   |
| Luís Fróis          | Rina Satō                    |
| Hachisuka Goemon    | Tomoko Kaneda                |
| Hattori Hanzō       | Takahiro Sakurai             |
| Himiko              | Sumire Morohoshi             |
| Imagawa Yoshimoto   | Mamiko Noto                  |
| Maeda Inuchiyo      | Misato Fukuen                |
| Matsudaira Motoyasu | Suzuko Mimori                |
| Matsunaga Hisahide  | Masumi Asano                 |
| Nene                | Natsuki Kitakata             |
| Niwa Nagahide       | Rei Matsuzaki                |
| Oda Nobukatsu       | Emiri Katō                   |
| Saitō Dōsan         | Mugihito                     |
| Saitō Yoshitatsu    | Kiyoyuki Yanada              |
| Shibata Katsuie     | Hitomi Nabatame              |
| Takenaka Hanbē      | Yui Ogura                    |